# Mikrotubuli
Mikrotubuli (ental: mikrotubulus) er en af de væsentligste komponenter i cellens cytoskelet. De har form af små rør opbygget af proteinet tubulin med en diameter på ca. 25 nm, hvorimod længden kan variere fra et par mikrometer helt op til en millimeter (i nervecellernes axoner). Mikrotubuli tjener forskellige strukturelle og transportrelaterede funktioner internt i cellen og indgår i mange cellulære processer, herunder bl.a. celledeling, cytokinese og vesikeltransport.

## Struktur
Mikrotubuli består af polymerer af α- og β-monomérer af proteinet tubulin. En α- og en β-monomer sætter sig sammen til en såkaldt dimér, og disse dimérer polymeriserer så længdevist til protofilamenter med form som lange stave. Disse protofilamenter sætter sig så sammen i hule, cylindriske filamenter – som regel i en ufuldkommen spiral, hvor hver vinding indeholder tretten tubulin-dimérer, hver fra et forskelligt protofilament. Modellen ovenfor illustrerer et lille udsnit af en mikrotubulus, som kun er et par αβ-dimérer lang.
En anden vigtig egenskab ved mikrotubulis struktur er polaritet. Tubulin polymeriserer ende mod ende med en α-underenhed af én tubulindimér, idet den forbinder til β-underenheden af den næste. Derfor vil i et protofilament den ene ende have en fri α-underenhed, medens den anden ende har en fri β-underenhed. Disse ender kaldes hhv. (-) og (+). Protofilamenterne forbindes parallelt til hverandre, således at der i hver mikrotubulus er én ende, (+)-enden, som alene frembyder β-underenheder, medens den modsatte ende, (-)-enden, alene har frie α-underenheder.

## Organisering internt i cellerne
Mikrotubuli er nukleerede og organiseret af det såkaldte mikrotubulusorganiserende center (MTOC), der kan bestå af centrosomer eller basallegemer. De er en del af det strukturelle netværk, cytoskelettet, internt i cellen cytoplasma, men ud over den blotte strukturelle funktion, indgår mikrotubuli tillige i mange andre processer. De er i stand til at vokse og formindskes for at generere kraft, og der findes også motorproteiner, som kan foranstalte bevægelse langs en mikrotubulus. En væsentlig struktur, hvori mikrotubuli indgår, er det tentrådsapperat, der dannes i mitosen i eukaryote celler for at sikre en korrekt adskillelse af kromosomerne under celledelingen. Mikrotubuli indgår også i eukaryote cellers cilia og flagella, hvor de foranstalter disse organellers motilitet. Dertil står mikrotubuli i vid udstrækning for den aktive transport af organeller og andre cellestrukturer internt i cellen.

## Nukleering og vækst
Polymerisering af mikrotubuli er nukleeret i et mikrotubulusorganiserende center. Indeholdt i dette MTOC er en anden tybe tubulin, γ-tubulin, som adskiller sig fra α- og β-underenhederne, der udgør selve protofilamenterne, idet γ-tubulin forbindes med flere andre associerede proteiner og derved danner en cirkulær struktur kaldet "γ-tubulin-ring-komplekset". Dette kompleks fungerer som et stillads, ud fra hvilket αβ-dimérerne kan påbegynde polymeriseringsprocessen; mere specifikt dækker komplekset (-)-enden, medens mikrotubulussen samtidig vokser væk fra MTOC ved polymerisering på (+)-enden.

## Dynamisk ustabilitet
Under polymeriseringen er såvel α- som β-underenhederne bundet et molekyle GTP. Det GTP-molekyle, der er bundet til α-tubulin, er stabilt, medens det GTP-molekyle, der er bundet til β-tubulin, kan hydrolyseres til GDP kort efter sammensætningen. GDP-tubulinets kinetik adskiller sig fra GTP-tubulinets; GDP-tubulin er tilbøjelig til depolymerisering. En GDP-bundet tubulin-underenhed, der befinder sig i enden af en mikrotubulus, vil derfor brække af, omend en GDP-bundet tubulin midt inde i en mikrotubulus dog ikke spontant kan bryde løs. Eftersom tubulin alene føjes til mikrotubulus-enden i sit GTP-bundne stadium, er der som hovedregel en cap af GTP-bundet protein ved mikrotubulus-enden, der således beskytter den mod forfald. Når hydrolysen indhenter toppen af en mikrotubulus, påbegyndes en hurtig depolymeriseringsproces. Dette omslag fra voksende til aftagende fase kaldes en katastrofe. GTP-bundet tubulin kan dog under de rette omstændigheder igen begynde at binde til mikrotubulus-enden, så der dannes en ny cap, der igen beskytter mikrotubulussen mod yderligere afkortning. Dette kaldes i så fald en rescue.
Mikrotubulusdynamik varierer betydeligt in vivo. Konstruktion-, afkortnings- og katastrofe-rater afhænger af, hvilke mikrotubulusassocierede proteiner (MAPs), der forefindes i cellen og i hvilke koncentrationer.

## Kemiske indflydelser på mikrotubulusdynamik
Mikrotubulusdynamik kan også påvirkes af kemiske stoffer. For eksempel blokerer stoffer af taxan-klassen, der bl.a. bruges i kræftbehandling, for den dynamiske ustabilitet ved at stabilisere mikrotubulussens GDP-bundne tubulin. Dette forhindrer depolymeriseringsprocessen, selv når hydrolysen af GTP når mikrotubulus-enden, og der udløses således ingen afkortningsfase. Andre medikamenter som nocodazol og colchicin har den modsatte effekt, idet de blokerer for den proces, hvorved tubulin polymeriserer til mikrotubuli.

## Motorproteiner
I tillæg til den bevægelse, der genereres af mikrotubulussens egen dynamiske ustabilitet, fungerer fibrene også som substrater, langs hvilke motorproteiner kan bevæge sig. De primære mikrotubulus-associerede motorproteiner er kinesin, der foranstalter anterograd bevægelse mod (+)-enden, og dynein, der omvendt står for retrograd bevægelse – mod (-)-enden.

## Mikrotubuli og bevidsthed
Matematikeren Roger Penrose og anæstesiologen Stuart Hameroff har udviklet en spekulativ teori, der knytter mikrotubuli sammen med bevidsthed. Deres teori kaldes Orch-OR (Orchestrated Objective Reduction) og stipulerer, at bevidsthed er en følge af kvanteberegninger i hjernen, idet tubulin-molekyler i mikrotubuli skulle fungere som qubits – elementære enheder af kvanteinformation. Der har ikke væren nogen empiriske undersøgelser af denne teori, og den betragtes med en god del skepsis i det videnskabelige samfund.

## Yderligere billeder
- Wikimedia Commons har flere filer relateret til Mikrotubuli

- Proteiner i forskellige cellulære kompartmenter og strukturer anskueliggjort ved hjælp af et grønt, flourescerende protein.